# Robert Walpole
Robert Walpole (ur. 26 sierpnia 1676 w Houghton Hall, Norfolk, zm. 18 marca 1745 w Londynie) – angielski polityk, mąż stanu.
O dwa lata starszy brat Horatio Walpole’a, 1. barona Walpole of Wolterton. Jego najmłodszym synem był pisarz Horace Walpole, 4. hrabia Orford.
Od 1701 r. poseł wigów do Izby Gmin, w latach 1721–1742 był pierwszym lordem skarbu i kanclerzem skarbu – premierem Wielkiej Brytanii w nowoczesnym znaczeniu tego słowa. Jego rządy odznaczały się porządkiem w skarbie, rozwojem gospodarki i kolonii, unikaniem konfliktów zewnętrznych.
Walpole opanował parlament drogą systematycznych przekupstw. Od tej metody zdobywania głosów w parlamencie premierzy odeszli dopiero pod koniec XVIII wieku, w czasie kadencji lorda Shelbourne’a.
Ten rodzaj rządzenia (być może jedyny umożliwiający utrwalenie politycznego wpływu rządów) przychylnie opisywał wielki filozof angielski pochodzenia holenderskiego Bernard de Mandeville w swym dziele Privat Vices Publick Benefits, polemizując z lordem Shaftesbury, broniącym bardziej restrykcyjnej moralności w rządzeniu.

## Wczesne lata życia

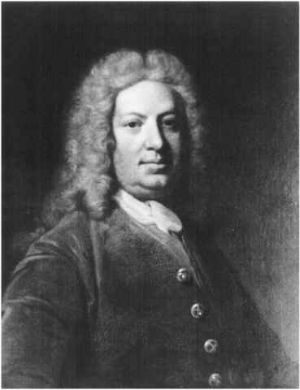
Horatio Walpole, brat Roberta

Walpole urodził się w 1676 r. w rodzinie, która zyskała na znaczeniu już w trakcie XIII wieku. Ojciec Walpole’a, Robert Walpole senior, dobrze gospodarował swoimi dobrami w Houghton Hall, interesując się holenderskimi nowinkami agrotechnicznymi. Matką Walpole’a była Mary Burwell, a on sam piątym dzieckiem (trzecim synem) z dziewiętnaściorga rodzeństwa. W 1690 r. rozpoczął naukę w Eton College, a w 1696 r. studia w King’s College na Uniwersytecie Cambridge. W 1698 r., po śmierci swoich starszych braci, porzucił studia, by pomóc ojcu w zarządzaniu rodzinnym majątkiem.
30 lipca 1700 r. poślubił Catherine Shorter (1682 – 20 sierpnia 1737), córkę bałtyckiego handlarza sir Johna Shortera i Elizabeth Philipps. Robert i Catherine mieli razem czterech synów i dwie córki:
- Robert Walpole (1701 – 31 marca 1751), 2. hrabia Orford
- Katherine Walpole (13 maja 1703 – 22 października 1722)
- Horatio Walpole (1704 – 24 lipca 1704)
- Mary Walpole (ok. 1705 – 2 stycznia 1732), żona George’a Cholmondeleya, 3. hrabiego Cholmondeley, miała dzieci
- Edward Walpole (1706-1784), jego córka, Maria Walpole, poślubiła najpierw Jamesa Waldegrave’a, 2. hrabiego Waldegrave, a następnie Wilhelma Henryka Hanowerskiego, księcia Gloucester i Edynburga
- Horace Walpole (24 września 1717 – 2 marca 1797), 4. hrabia Orford

Po śmierci Catherine, drugą żoną Walpole’a została jego dawna kochanka Maria Skerrett, która zmarła w 1738 roku przy porodzie. Walpole miał z nią wcześniej jedną nieślubną córkę, lady Marię Walpole, późniejszą żonę pułkownika Charlesa Churchilla.

## Start w polityce

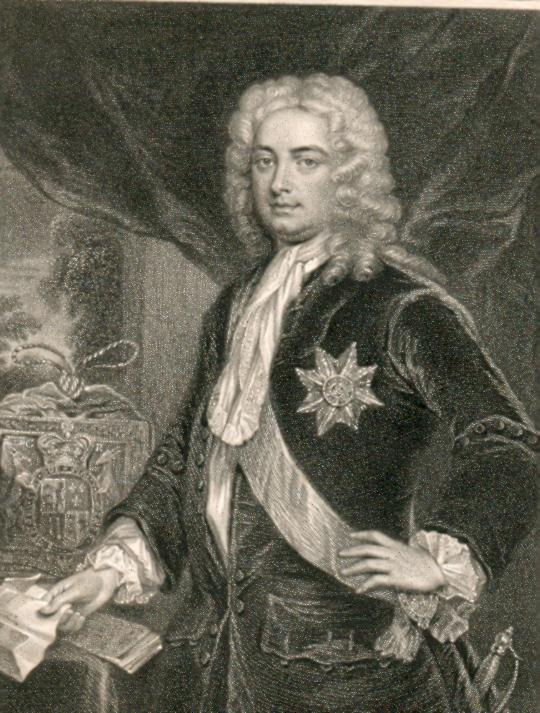
Robert Walpole

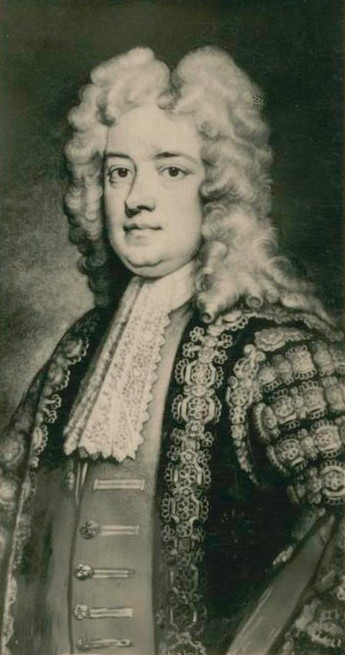
Robert Walpole

Kariera polityczna Walpole’a rozpoczęła się w styczniu 1701 r., po wygranych wyborach parlamentarnych w okręgu Castle Rising. Już w 1702 r. Walpole przeniósł się do okręgu King’s Lynn, który reprezentował przez następne 40 lat. W parlamencie szybko dał się poznać jako świetny mówca i zwolennik wigowskiej tolerancji religijnej. W 1705 r. został członkiem brytyjskiej Rady Admiralicji Council of Admirality, gdzie laughing admiral, jak go odtąd nazywano (z powodu pogodnego usposobienia), odpowiadał za zaopatrzenie wojsk walczących w Hiszpanii przeciw Francuzom w czasie wojny o sukcesję hiszpańską.
Działania Walpole’a na tym stanowisku zwróciły uwagę lorda Godolphina, faktycznego kierownika gabinetu, który w 1708 r. powołał go na stanowisko sekretarza ds. wojny. W 1710 r. przez krótki czas był skarbnikiem marynarki. Piastując te stanowiska Walpole stał się bliskim doradcą głównodowodzącego wojsk brytyjskich w wojnie o sukcesję hiszpańską, księcia Marlborough.
Walpole musiał zrezygnować ze stanowisk w 1710 r., gdy torysi (lord Oxford i lord Bolingbroke) przejęli je z woli zniechęconej do przedłużającej się wojny królowej Anny Stuart. Oxford próbował nakłonić Walpole’a do wstąpienia w szeregi partii torysów, ale bez powodzenia. Walpole pozostał wierny partii wigów i bronił jej lidera, lorda Godolphina, przed atakami w prasie i na forum parlamentu.
Torysi podjęli wówczas próbę zdyskredytowania Walpole’a w oczach opinii publicznej i w 1712 r. oskarżyli go o korupcję w czasie, gdy był sekretarzem ds. wojny. Walpole został przez Izbę Gmin postawiony w stan oskarżenia w trybie impeachment, a zdominowana przez torysów Izba Lordów wydała wyrok skazujący. Walpole został uwięziony w Tower of London na sześć miesięcy i usunięty z parlamentu. Opinia publiczna uznała go jednak za ofiarę politycznych intryg Oxforda i Bolingbroke’a, a okręg King’s Lynn ponownie powierzył mu mandat parlamentarny po wyborach 1713 r.

## Rządy Sunderlanda i Stanhope’a
Wigowie wraz z Walpolem poparli w 1714 r. sukcesję hanowerską Jerzego I i powrócili do władzy. Walpole został członkiem Tajnej Rady i płacmistrzem armii. Na czele gabinetu nominalnie stał lord Halifax, ale faktyczną kontrolę sprawowali szwagier Walpole’a, lord Townshend, i James Stanhope.
Lord Halifax zmarł w 1715 r. Walpole otrzymał wówczas stanowiska pierwszego lorda skarbu i kanclerza skarbu. Sprawując je wprowadził fundusz amortyzacyjny w celu zmniejszenia długu publicznego. Tymczasem w gabinecie rozpoczął się wyścig „starych” (Stanhope, lord Sunderland) i „młodych” wigów (Walpole i Townshend). Największe spory dotyczyły polityki zagranicznej. „Młodzi” wigowie uważali, że Jerzy I prowadzi tę politykę w interesie swoich niemieckich posiadłości, nie kierując się przy tym racją stanu Wielkiej Brytanii. Polityka ta cieszyła się natomiast poparciem „starych” wigów.
Stanhope’owi udało się w końcu nastawić króla przeciw „młodym wigom”. W 1716 r. Townshend utracił ważne stanowisko ministra północnego departamentu i został przesunięty na mniej znaczące stanowisko lorda namiestnika Irlandii. W kwietniu 1717 r. został ostatecznie usunięty z gabinetu. Następnego dnia ze wszystkich stanowisk zrezygnował Walpole i dołączył do szwagra w ławach opozycji.
W tych trudnych latach Townshend i Walpole skupili się przy opozycji konstruowanej wokół dworu prześladowanego przez ojca księcia Walii (przyszłego Jerzego II). Pozycja Walpole’a umocniła się w 1720 r., kiedy doprowadził do pogodzenia się króla i następcy tronu. W 1719 r. przyczynił się do upadku rządowego projektu ustawy ograniczającej prerogatywy monarchy co do kreowania nowych parów. Porażka skłoniła Stanhope’a i Sunderlanda do szukania porozumienia z oponentami. W jego wyniku w 1720 r. Townshend powrócił do gabinetu jako lord przewodniczący Rady, a Walpole otrzymał stanowisko płacmistrza armii. Przystąpienie Walpole’a do gabinetu sprawiło jednak, że utracił łaski księcia Walii.

## Droga do władzy
W tym czasie rząd brytyjski postanowił zlikwidować dług publiczny, doprowadzając do jego przejęcia przez Kompanię Mórz Południowych. Wkrótce wybuchła gorączka zakupowa, a ceny akcji Kompanii sięgnęły kwoty 1000 funtów. Pod koniec roku nastąpił jednak spadek cen akcji do 100 funtów, co pociągnęło za sobą liczne bankructwa (South Sea Bubble). Sam Walpole zakupił akcje Kompanii, jednak za radą bankiera sprzedał je, unikając w ten sposób bankructwa.
W 1721 r. powołano specjalną komisję do zbadania sprawy Kompanii. Dochodzenie wykazało korupcję licznych członków gabinetu – kanclerza skarbu Johna Aislabie’ego, poczmistrza generalnego Jamesa Craggsa Starszego, ministra południowego departamentu Jamesa Craggsa Młodszego, a także kierowników gabinetu – lordów Stanhope’a i Sunderlanda. Craggsowie zmarli w odstępie miesiąca na początku 1721 r. Aislabie został oskarżony i skazany. Stanhope’a i Sunderlanda utratowała osobista interwencja Walpole’a.
Śmierć Stanhope’a w 1721 r. i rychła rezygnacja Sunderlanda uczyniły Walpole’a najważniejszą figurą w rządzie. W kwietniu 1721 r. został mianowany pierwszym lordem skarbu, kanclerzem skarbu i przewodniczącym Izby Gmin, de facto pierwszym premierem Wielkiej Brytanii. Walpole musiał podzielić się jednak władzą z Townshendem, który jako minister północnego departamentu kierował polityką zagraniczną państwa.

## Współrządy z Townshendem

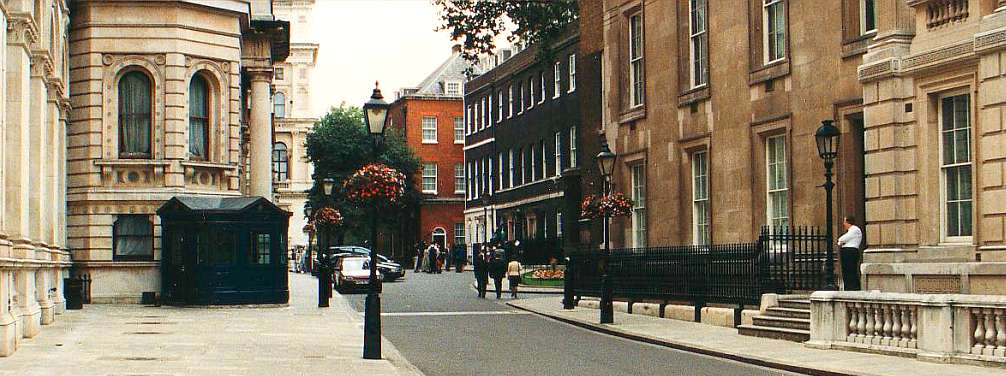
10 Downing Street

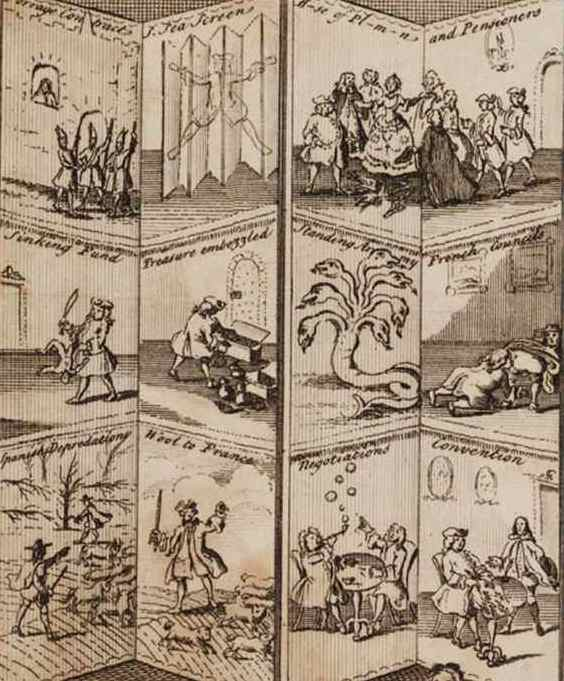
Walpole’s reign – satyra polityczna

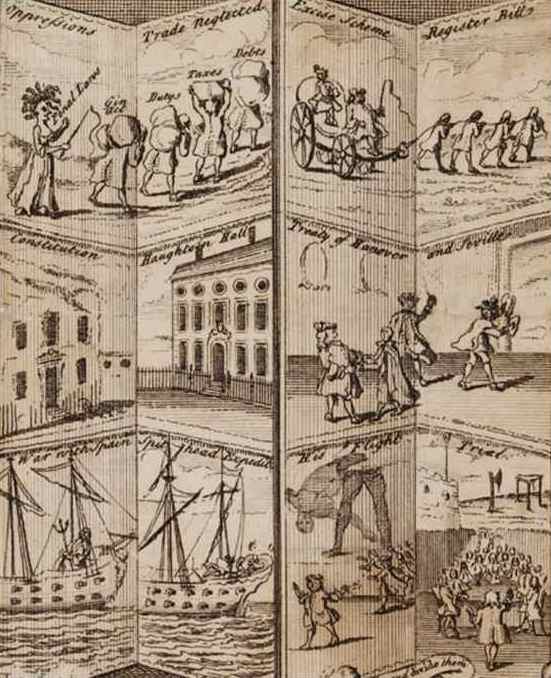
Walpole’s reign – satyra polityczna

Już na początku rządów Walpole musiał zmierzyć się ze skutkami krachu Kompanii Mórz Południowych. Posiadłości jej dyrektorów zostały skonfiskowane i wykorzystane dla zaskopojenia poszkodowanych, a udziały podzielono między Bank Anglii i Kompanię Wschodnioindyjską. Krach obniżył zaufanie do Korony (król Jerzy I był gubernatorem Kompanii) i partii wigów, ale Walpole’owi udało się uratować prestiż obu instytucji. W tym samym czasie wykryto spisek jakobicki zorganizowany przez Francisa Atterbury’ego, biskupa Rochester.
W tych czasach gabinet przejmował coraz więcej prerogatyw Korony i umacniał swoją pozycję na arenie politycznej. W 1724 r. Walpole i Townshend pozbyli się najgroźniejszego konkurenta, ministra południowego departamentu lorda Cartereta, którego wysłali do Irlandii jako jej lorda namiestnika. Carteret próbował tam zakulisowo intrygować przeciwko obu politykom, ale bez rezultatu.
Walpole i Townshend starali się prowadzić politykę pokojową. Służyły temu traktaty zawarte z Francją i Prusami w 1725 r. Wielka Brytania, wolna od wojen, zagrożenia jakobickiego i kryzysów finansowych, wchodziła w okres gospodarczego rozwoju, a Walpole odzyskał łaski Jerzego I. W 1725 r. otrzymał Order Łaźni, a w 1726 r. został kawalerem Orderu Podwiązki. Jego pozycja została jednak zagrożona w 1727 r., kiedy nowym królem został Jerzy II. Przez kilka dni wydawało się, że Walpole zostanie zdymisjonowany, ale wpływ królowej Karoliny sprawił, że i Walpole, i Townshend pozostali na stanowiskach.
W tym czasie Walpole zaczął stopniowo uzyskiwać przewagę nad Townshendem na forum gabinetu. Obaj politycy zaczęli spierać się w kwestiach polityki zagranicznej, zwłaszcza w sprawie Austrii, której Townshend był niechętny. W tym sporze sukces odniósł Walpole, a Townshend 15 maja 1730 r. odszedł z gabinetu. Dzięki temu Walpole mógł podpisać traktat wiedeński, który pieczętował sojusz Wielkiej Brytanii i Austrii.

## Rządy samodzielne
Po usunięciu Townshenda Walpole sprawował niepodzielną kontrolę nad gabinetem. Ciesząc się poparciem królowej Karoliny i króla Jerzego, wykorzystywał rozdawnictwo tytułów i urzędów do powiększania swoich wpływów. Sam wybierał członków swojego gabinetu i w razie konieczności potrafił zmusić ich do współpracy. Jego głównym politycznym sprzymierzeńcem był Thomas Pelham-Holles, 1. książę Newcastle.
W roku 1732 król Jerzy II podarował Walpole’owi 10 Downing Street oraz „dom na tyłach” w dowód uznania za jego służbę dla państwa. Walpole przyjął podarunek, ale pod warunkiem, że będzie to dar dla urzędu pierwszego lorda Skarbu, a nie dla niego samego. Król wyraził zgodę i od tego czasu lokatorem i „właścicielem” posesji zostawał każdy następny pierwszy lord skarbu. W roku 1732 Walpole zlecił architektowi Williamowi Kentowi połączenie budynków w jedną całość. W ten sposób powstał potężny gmach, który znamy jako 10 Downing Street.
Gdy wybuchła wojna o sukcesję polską w 1733 r., Walpole musiał użyć całego swego wpływu na króla, by odwieść go od udziału w konflikcie. Pomogła mu w tym królowa Karolina, której premier rzekł w 1734 roku: „...w tym roku zginęło na frontach 50.000 żołnierzy, lecz ani jeden Anglik...”. Dobrym pretekstem do zachowania pokoju było ogłoszenie neutralności przez najbliższego sojusznika Brytyjczyków – Holandię.
W tym czasie Walpole poniósł pierwszą poważną porażkę w parlamencie. Dochód krajowy w tym czasie ucierpiał na skutek przemytu, Walpole zaproponował więc, aby dotychczasowe taryfy na wino i tytoń zastąpić podatkiem akcyzowym. Aby przeciwdziałać kontrabandzie, akcyza miała być pobierana nie jak dotychczas w portach, ale w magazynach. Wywołało to opór kupców i sprzeciw wielu członków gabinetu. Walpole musiał wycofać projekt ustawy, ale zdymisjonował oponentów.
Po wyborach parlamentarnych 1734 r. stronnicy Walpole’a wciąż stanowili większość w Izbie Gmin, lecz ich liczba uległa zmniejszeniu. Spadła też popularność samego Walpole’a. Po podwyższeniu przezeń podatku od ginu w 1736 r. wybuchły rozruchy w Londynie. Poważniejszy przebieg miały „rozruchy Porteousa” w Edynburgu, które wybuchły po tym, jak król uniewinnił kapitana straży, Johna Porteousa, który wydał swoim ludziom rozkaz strzelania do demonstrantów.
Mimo to Walpole’owi zdoałał zachować kontrolę nad parlamentem. Udało mu się uniemożliwić przyjęcie planu redukcji odsetek od długu publicznego, opracowanego przez sir Johna Barnarda. W 1737 r. doprowadził do przyjęcia Licencing Act, który wprowadzał cenzurę przedstawień teatralnych w Londynie.

## Upadek
Walpole był mistrzem polityki wewnętrznej i utalentowanym ekonomistą, a w polityce zagranicznej pacyfistą, aż do 1739 r., gdy pod naciskiem opinii publicznej jego rząd wypowiedział wojnę Hiszpanii (wojna o ucho Jenkinsa). Walpole skomentował sytuację stwierdzeniem: „Dzwonią w dzwony, a wkrótce będą załamywali ręce” (They are ringing the bells, soon they will be wringing their hands). Wkrótce Wielka Brytania zaangażowała się też w toczoną na kontynencie wojnę o sukcesję austriacką.
Tymczasem zachwiała się pozycja Walpole’a na brytyjskiej scenie politycznej. Stronnicy premiera utrzymali większość w Izbie Gmin, ale ich przewaga nad opozycją była niewielka. W 1742 r. do kraju nadeszły wieści o klęsce brytyjskiej ekspedycji przeciwko Cartagena de Indias w Nowej Granadzie. Wieści te znacząco przyczyniły się do rezygnacji Walpole’a ze wszystkich zajmowanych stanowisk. 6 lutego 1742 r. otrzymał tytuł 1. hrabiego Orford i zasiadł w Izbie Lordów.

## Ostatnie lata
Od 1743 r. Walpole zasypywał Henry’ego Pelhama powodzią listów zawierających cenne rady dotyczące spraw królestwa. W listopadzie 1744 r. lord Carteret stracił stanowisko sekretarza stanu, gdy król zorientował się, że jego obietnice są bez pokrycia. Carteret wykorzystywał przez dwa lata słabość Króla Jerzego II do wojen i pomagania żywiołowi niemieckiemu, a zwłaszcza cesarzowej Marii Teresie. Przez cały ten czas Walpole doradzał braciom Pelham cierpliwość wobec pomysłów Cartereta, by płacić hanowerskim oddziałom brytyjskimi pieniędzmi.
W okresie 1742–1744 Walpole rzadko bywał w Londynie, spędzając czas w Houghton Hall. Jego głos wsparcia dla Pelhama w 1744 r., który doprowadził do zwolnienia Cartereta, był jego ostatnią interwencją w sprawy państwowe. Na początku 1745 r. Walpole poważnie zachorował z powodu kamieni nerkowych i krwotoków wewnętrznych. Przyjmował stałe dawki opium, by uśmierzyć ból. Zmarł 18 marca 1745 r. w swym londyńskim domu.